# دریاچه نگوزی
دریاچه نگوزی (به لاتین: Lake Ngozi) یک کوه، دریاچه دهانه آتشفشانی و دریاچه در تانزانیا است که در امبیا واقع شده‌است.